# Fray Gonzalo de Illescas (Zurbarán)
Fray Gonzalo de Illescas es una obra de Francisco de Zurbarán, perteneciente a una serie de ocho pinturas de este pintor, en la sacristía del Real Monasterio de Santa María de Guadalupe. 

## Introducción
En 1638, Zurbarán pintó —para el Monasterio de Guadalupe— la Misa del padre Cabañuelas, demostrando su destreza y capacidad para representar temas inéditos.Al año siguiente se le encargaron a Zurbarán otros siete lienzos para dicha institución, siendo la presente obra uno de ellos. El contrato para estas obras fue firmado en Sevilla el 2 de marzo de 1639, entre el pintor y fray Felipe de Alcalá, representante del prior del monasterio.
Para representar los episodios de esta serie pictórica, Zurbarán se basó principalmente en la Historia de la Orden de los Jerónimos, publicada en 1600 por fray José de Sigüenza.

## Tema de la obra
Fray Gonzalo de Illescas fue prior del monasterio de Guadalupe durante los trienios 1441-1444 y 1450-1453. Nombrado capellán de Juan II de Castilla y después obispo de Córdoba —entre 1454-1464— conservó siempre gran afecto a su monasterio, al que engrandeció mandando construir el pabellón del capítulo, y su propia capilla funeraria. Hombre de gran cultura, poseía una biblioteca de más de 150 libros que, al morir, legó al Monasterio de San Jerónimo de Valparaíso.

## Descripción de la obra

#### Datos técnicos y registrales
- Pintura al óleo sobre lienzo, 290 x 222 cm;
- Datación: 1639;
- Firmado y fechado, sobre un papel doblado, en el centro de la mesa: Franco dezur baran f/1639
- Restaurado en 1965-1966 en el ICR de Madrid;[5]
- Catalogado por Odile Delenda con el número 142 y por Tiziana Frati con el 277.[6]

### Análisis de la obra
Zurbarán presenta dos facetas de la vocación del fray Gonzalo: en una pequeña escena en el fondo se ve su actividad caritativa, mientras que en lado derecho está sentado en su mesa de trabajo —cubierta de un rico tapiz— mostrando su faceta intelectual y administrativa. Los libros evocan las sagradas escrituras y quizás, la biblioteca del monasterio, que se cuidó de enriquecer. El gran cortinaje carmesí confiere a este cuadro un carácter de retrato real. La composición está construida sobre un conjunto de diagonales, en cuya intersección exacta está la mano derecha del personaje, sosteniendo con elegante gesto en el aire una pluma de oca. El espacio—magistralmente construido— denota el conocimiento de la sección áurea. Sobre la mesa, Zurbarán pintó un magnífico bodegón: siete libros, cartas manuscritas, un tintero, un sello, un secante, una campanilla, una cuchilla de afilar,  y —sobre un libro— una calavera y un reloj de arena 
Mirando al espectador, la figura de fray Gonzalo —sin duda realizada frente a un modelo real— es de una gran intensidad. Viste muceta episcopal, y Zurbarán lo representa como un hombre maduro, de rostro grave y reflexivo, cabellos cortos y grises, barba poco poblada, y arrugas de expresión en el entrecejo y la frente. Las elocuentes manos están firmemente dibujadas, completando este retrato de un intelectual trabajando. La pintura ha perdido parte de su colorido original: la muceta —actualmente color malva azulado— debió ser más violeta, y el tapiz debió ser más rojizo.

## Procedencia
1. Ha permanecido siempre in situ, en la sacristía del Real Monasterio de Santa María de Guadalupe,